# Bakersfield (Vermont)
Bakersfield es un pueblo ubicado en el condado de Franklin en el estado estadounidense de Vermont. En el año 2010 tenía una población de 1.322 habitantes y una densidad poblacional de 11,44 personas por km².

## Geografía
Bakersfield se encuentra ubicado en las coordenadas 44°47′18″N 72°47′52″O / 44.78833, -72.79778.

## Demografía
Según la Oficina del Censo en 2000 los ingresos medios por hogar en la localidad eran de $40,417 y los ingresos medios por familia eran $41,688. Los hombres tenían unos ingresos medios de $31,563 frente a los $22,734 para las mujeres. La renta per cápita para la localidad era de $15,678. Alrededor del 9.4% de la población estaba por debajo del umbral de pobreza.